# جيري توماس (لاعب كرة قاعدة)
جيري توماس (بالإنجليزية: Jerry Thomas)‏ هو لاعب كرة قاعدة أمريكي، ولد في 1935.